# Bicellum brasieri
Bicellum brasieri — вимерлий вид голозойних протистів. Існував 1 млрд років тому.. Описаний у 2021 році.
Скам'янілість є найдавнішим прикладом складної багатоклітинності в еволюційній лінії, що веде до тварин. Викопні решки виявленій у відкладеннях формації Діабайг у Лох-Торрідоні на заході Шотландії. Мікроорганізм мав форму сфери, яка складалася із кількох десятків клітин, розміром в декілька мікрон. У нього клітини двох різних типів, що формували зовнішній шар та внутрішнє «ядро» істоти. Внутрішні клітини мали овальну форму, зовнішні були видовженими.
У B. brasieri не виявлено жорстких клітинних стінок, тому малоймовірно, що він споріднений із водоростями. Натомість його морфологія більше відповідає групі еукаріот Holozoa, які включають тварин та близьких до них одноклітинних. Це не означає, що B. brasieri був твариною, однак він міг представляти групу багатоклітинних організмів, від яких згодом пішли тварини.